# 天主教卡爾卡松教區
天主教卡爾卡松教區，正式名稱是天主教卡爾卡松-納博訥教區（拉丁語：Dioecesis Carcassonensis et Narbonensis）是法國一個羅馬天主教教區，屬蒙彼利埃總教區。
納博訥教區成立於3世紀，卡爾卡松教區成立於533年。1801年11月29日納博訥教區被併入卡爾卡松教區。1822年納博訥教座的頭銜由圖盧茲總主教接收，2006年6月14日歸於卡爾卡松主教。
教區位於奧德省，2006年有教友58,000人（佔轄區總人口58.1%）、339個堂區、117名司鐸。現任教區主教為阿倫·埃米爾·巴蒂斯特·普拉內。